# Gordito de Triana
Manuel Mas Pacheco más conocido como Gordito de Triana , cantaor flamenco de origen sevillano nació en el popular barrio sevillano de Triana en 1926 y falleció en Sevilla en 1981, es uno de los grandes maestro del fandango cuyo estilo ha sido seguido e imitado por muchos. Gordito de Triana recorrió toda España con su cante llegando incluso a actuar en el entonces protectorado de Marruecos, en el cine Bahía de Tetuán, donde su arte era muy apreciado.